# Лула (Міссісіпі)
Лула (англ. Lula) — місто (англ. town) в США, в окрузі Коагома штату Міссісіпі. Населення — 204 особи (2020).

## Географія
Лула розташована за координатами 34°27′16″ пн. ш. 90°28′40″ зх. д. / 34.45444° пн. ш. 90.47778° зх. д. (34.454510, -90.477882).  За даними Бюро перепису населення США в 2010 році місто мало площу 1,08 км², уся площа — суходіл.

## Демографія
Згідно з переписом 2010 року, у місті мешкало 298 осіб у 126 домогосподарствах у складі 71 родини. Густота населення становила 276 осіб/км².  Було 138 помешкань (128/км²).
Расовий склад населення:
| - 77,9 % — чорних або афроамериканців - 18,8 % — білих - 2,0 % — азіатів |

До двох чи більше рас належало 0,7 %. Частка іспаномовних становила 1,0 % від усіх жителів.
За віковим діапазоном населення розподілялося таким чином: 18,5 % — особи молодші 18 років, 59,0 % — особи у віці 18—64 років, 22,5 % — особи у віці 65 років та старші. Медіана віку мешканця становила 43,0 року. На 100 осіб жіночої статі у місті припадало 88,6 чоловіків;  на 100 жінок у віці від 18 років та старших — 89,8 чоловіків також старших 18 років.
Середній дохід на одне домашнє господарство  становив 28 064 долари США (медіана — 26 250), а середній дохід на одну сім'ю — 37 278 доларів (медіана — 31 563). Медіана доходів становила 24 844 долари для чоловіків та 25 625 доларів для жінок. За межею бідності перебувало 29,8 % осіб, у тому числі 34,5 % дітей у віці до 18 років та 28,8 % осіб у віці 65 років та старших.
Цивільне працевлаштоване населення становило 101 осіб. Основні галузі зайнятості: мистецтво, розваги та відпочинок — 40,6 %, виробництво — 15,8 %, освіта, охорона здоров'я та соціальна допомога — 12,9 %.